# Estación Ramón A. Parera
Ramón Adolfino Parera o simplemente Ramón A. Parera es una estación de ferrocarril ubicada en las afueras de la localidad de San Benito del Departamento Paraná, en la Provincia de Entre Ríos, Argentina.

## Servicios
Es una estación intermedia del Servicio Regional Entre Ríos que presta la empresa estatal Trenes Argentinos Operaciones entre Paraná y Colonia Avellaneda.